# Carroça coberta

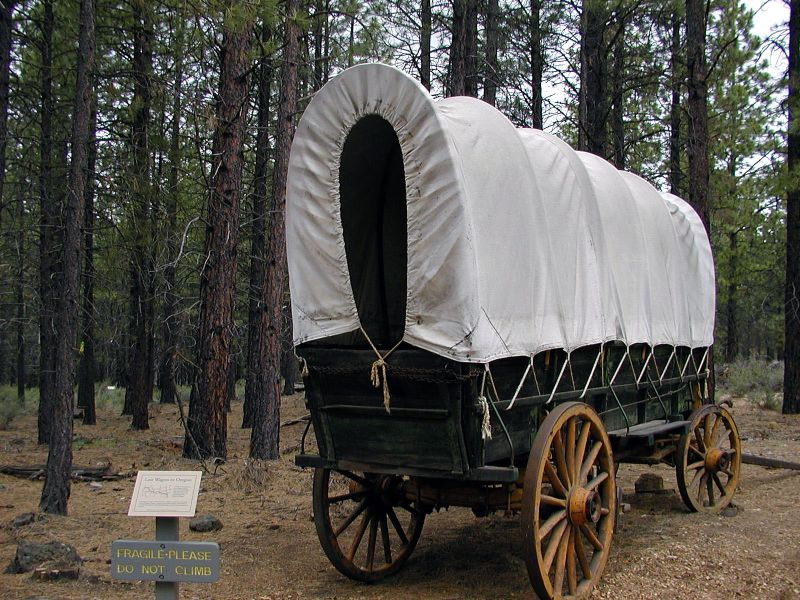
Réplica de carroça coberta, um ícone dos Estados Unidos

A carroça coberta (em inglês:  covered wagon ou prairie schooner) é um tipo de carroça, usado como meio de transporte que se tornou, pela grande utilização nas rotas chamadas Emigrant Trail um símbolo do Velho Oeste dos Estados Unidos.

## Histórico
A covered wagon foi, por muito tempo, a forma de transporte dominante na América pré-industrial. Com raízes na pesada "Conestoga Wagon" desenvolvida para as estradas e caminhos acidentados e pouco desenvolvidos do Leste colonial, a covered wagon se espalhou para o oeste com a migração americana. A "Conestoga Wagon" era pesada demais para ser utilizada na expansão para o oeste; para essa finalidade, as carroças agrícolas típicas eram simplesmente cobertas para que fossem usadas na expansão para o oeste. Foram muito utilizadas ao longo de rotas de viagem como a "Great Wagon Road", a "Mormon Trail" e as "Santa Fe" e "Oregon Trails", as covered wagons carregavam colonos em busca de terras, ouro e novos futuros cada vez mais para o oeste.
Com sua exposição onipresente na mídia do século XX, a covered wagon aumentou de tamanho e se tornou um ícone do oeste americano. O extravagante apelido de "prairie schooner" ("escuna da pradaria") e a descrição romântica "das caravanas como: "wagon train", só serviram para embelezar a lenda.
Uma vez conquistado, o terreno de topografia moderada e fértil entre os Apalaches e o Mississippi foi rapidamente colonizado. Em meados do século XIX, milhares de americanos levaram uma grande variedade de carroções agrícolas através das "Grandes Planícies", desde partes desenvolvidas do Meio-Oeste até lugares no Oeste, como Califórnia, Oregon, Utah, Colorado e Montana. Os migrantes por terra normalmente equipavam qualquer carroça robusta com cinco ou seis arcos de madeira ou metal que se arqueavam sobre a carroceria. Sobre ele havia uma lona esticada ou outro tecido resistente semelhante, criando a silhueta característica da covered wagon.
Prairie schooner ("escuna da pradaria") é um nome fantasioso para a covered wagon, baseado em suas largas capas de lona branca, romanticamente imaginadas como as velas de um navio cruzando o mar.
Para os "overlanders" migrando para o oeste, as covered wagons eram um meio de transporte mais comum do que carrinhos de mão, diligências ou trens. O boi era o animal de tração mais comum para puxar as covered wagons, embora mulas e cavalos também fossem usados. Autores de guias escritos para emigrantes notaram que bois eram mais confiáveis, menos caros e quase tão rápidos quanto outras opções.